# Ulano

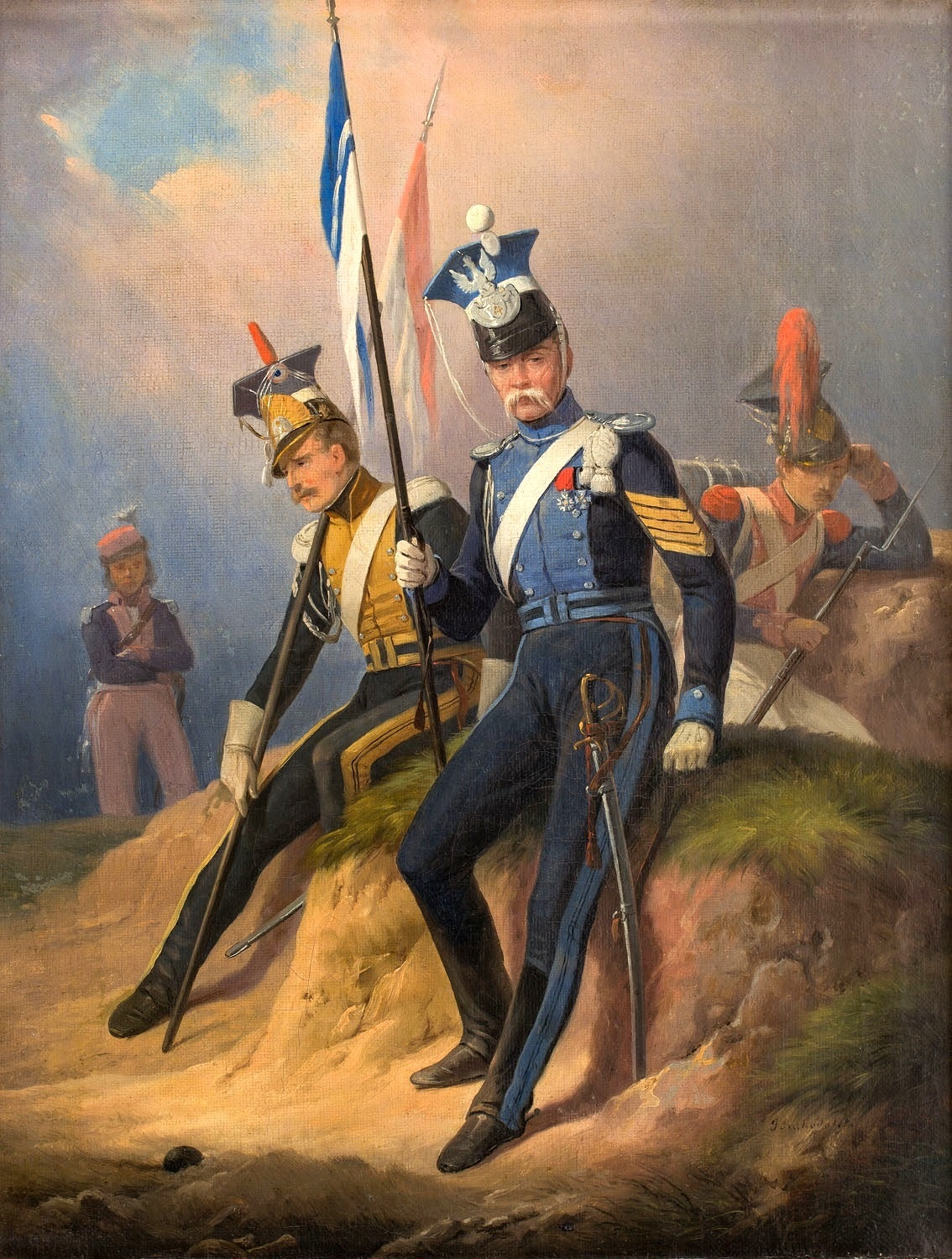
Ulani polacchi 1807 - 1815.

Gli ulani (polacco Ułani) sono una specialità della cavalleria leggera ideata in Polonia, diffusa poi tra il XVIII e XIX secolo in vari eserciti europei.

## Storia

### La creazione
Inizialmente, a partire dal XVI secolo, gli ulani erano lancieri di origine tatara, inquadrati negli eserciti polacchi ad affiancare la cavalleria pesante polacca. Queste truppe continuarono ad esistere fino a circa il 1770. Con il tempo furono i polacchi stessi a formare i quadri di questi reparti che progressivamente assursero al ruolo di formazioni a cavallo principali, affiancando prima e sostituendo poi i corazzieri e gli ussari alati, che avevano in precedenza caratterizzato la cavalleria polacca. I primi reggimenti di ulani polacchi furono costituiti intorno al 1720.

### La diffusione
Con la spartizione della Polonia, alla fine del XVIII secolo, fra Prussia, Austria, e Russia furono creati reparti di ulani presso ciascuno di questi stati, con uomini inizialmente reclutati fra l'elemento etnico originario, adibiti al ruolo di cavalleria leggera, particolarmente per l'inseguimento dei contingenti sbandati, disorganizzati e dispersi di fanteria e l'intercettazione degli esploratori avversari. In Europa Occidentale ebbero successo a partire dalle guerre napoleoniche quando gli esuli polacchi, appoggiati dal Corso e sperando di ricostituire la patria smembrata, crearono nutriti reparti di ulani a fianco dell'esercito dell'imperatore francese, in particolare il 1º reggimento di cavalleggeri-lancieri della Guardia Imperiale e gli ulani della legione polacca.
Anche alcuni regni satelliti di Napoleone ebbero i loro reggimenti di ulani: il Regno di Vestfalia ebbe un reggimento della Guardia e due di linea, mentre il Granducato di Berg ebbe due reggimenti di ulani di linea. Tutti questi reparti furono sciolti con la sconfitta di Napoleone e la scomparsa degli stati che aveva creato. Dopo il 1815 rimanevano reggimenti di ulani nei maggiori stati tedeschi e dell'Europa Orientale. L'Imperiale e regio esercito austro-ungarico contava dieci reggimenti di ulani, cui bisogna aggiungere i sei della Landwehr austriaca. La Prussia aveva sedici reggimenti di ulani di linea e tre della Guardia. Inoltre nell'esercito dell'Impero tedesco c'erano anche i tre reggimenti di ulani sassoni, i due bavaresi, i due del Regno del Württemberg ed uno nel Braunschweig. Nel 1830 vennero creati anche gli ulani greci.

### Il superamento
L'utilità militare degli ulani decadde rapidamente nel XX secolo, al pari di quella delle altre specialità della cavalleria. Gli ultimi casi di impiego massiccio di ulani in combattimento si ebbero nella guerra sovietico-polacca e all'inizio della seconda guerra mondiale. Si trattava dei reggimenti di ulani polacchi, ricostituiti dopo che la Polonia aveva recuperato la propria indipendenza nel 1919.

## Descrizione
Vestivano uniformi ispirate al costume nazionale polacco e il caratteristico copricapo a quadricorno, la czapka; l'armamento era generalmente costituito da una lancia da cavalleria, sciabola e pistola.
In età contemporanea il titolo ha un valore puramente tradizionale presso unità militari equipaggiate con mezzi corazzati o blindati, quali i 24 battaglioni di ulani polacchi attualmente esistenti, nonché i reggimenti di "Жас Ұлан" (žas ulan) in Kazakistan. Hanno, invece, la divisa e l'armamento degli ulani, senza averne il nome, i membri dello "squadrone di cavalleria dell'Esercito Polacco", ricostituito nel 2000 a scopo cerimoniale.